# کارمند جدید
کارمند جدید (کره‌ای: 신입사원) یک مجموعه تلویزیونی محصول کره جنوبی سال ۲۰۰۵ با بازی اریک مون، هان گا این، اوه جی هو و لی سو یون است. این مجموعه از ۲۳ مارس تا ۲۶ مه ۲۰۰۵، روزهای چهارشنبه و پنجشنبه ساعت ۲۱:۵۵ (کی‌اس‌تی) از ام‌بی‌سی برای ۲۰ قسمت پخش شد.

## بازیگران

### اصلی
- اریک مون در نقش کانگ هو[۵]
- هان گا این در نقش لی می اوک
- اوه جی هو در نقش لی بونگ سام
- لی سو یون در نقش سو هیون آه

### مکمل
- جونگ جین در نقش جو سونگ ته (دوست کانگ هو)
- پارک چیل یونگ در نقش کانگ چول (پدر کانگ هو)
- پارک هه سوک در نقش گونگ هه جا (مادر کانگ هو)
- سو دونگ وون در نقش کانگ مین (برادر کوچکتر کانگ هو)
- کوان کی سون در نقش مادام کوان
- یانگ هی کیونگ در نقش مادام یانگ
- کیم سه جون در نقش رئیس مون یونگ هو
- لی کی یونگ در نقش رئیس گو بون چول
- کیم ایل وو در نقش مدیر سونگ
- لی کی یول در نقش مدیر کیم کی یول
- لی جو هی در نقش نا ئه ری
- کیم سوک در نقش سوک هی
- یو دا یونگ در نقش اوه یونگ ران
- کیم یونگ مین در نقش لی ایل نام (پدر بونگ سام)
- جونگ جون ها در نقش کوچی
- لی سونگ چول در نقش رئیس مارویاما
- سو بوم شیک در نقش میازاکی
- کیم هون گو در نقش یاکوزا